# Åkrehamn
Åkrehamn, ou Åkrahamn, ou simplement Åkra, est une ville de Norvège ayant en 2014 une population de 7 736 habitants. Elle est située sur la partie ouest de l'île de Karmøy (Comté de Rogaland, district de Haugaland, région de Vestlandet, sud-ouest du pays).

## Historique
L'ancien village d'Åkrehamn a été déclaré comme ville en 2002.